# Amilaga orgioides
Amilaga orgioides là một loài bướm đêm trong họ Noctuidae.